# Марбл (Минесота)
Марбл (енгл. Marble) град је у америчкој савезној држави Минесота.

## Демографија
По попису из 2010. године број становника је 701, што је 6 (0,9%) становника више него 2000. године.
| Група             | 2000.       | 2010.       |
| Белци             | 669 (96,3%) | 654 (93,3%) |
| Афроамериканци    | 0 (0,0%)    | 4 (0,6%)    |
| Азијати           | 2 (0,3%)    | 3 (0,4%)    |
| Хиспаноамериканци | 6 (0,9%)    | 2 (0,3%)    |
| Укупно            | 695         | 701         |